# 清华大学紫荆志愿者服务总队
清华大学学生紫荆志愿者服务总队成立於1996年，是清華大學負責公益項目的學生組織，其宗旨為「自我实践、服务他人、自我教育、推动社会」。
1970年代，清華大學設立义务劳动课，将志愿服务引入第一课堂。八十年校慶時，清华大学团委筹建「学生紫荆义务服务总队」，此为清华大学紫荆志愿者服务总队的前身。1996年10月31日，「清华大学紫荆志愿者服务总队」正式成立，各院系的紫荆志愿者支队也相继建立。2002年12月，中国第一支研究生组成的志愿者队伍——清华大学紫荆志愿者总队研究生服务团成立。